# 伍德洛恩公園 (肯塔基州)
伍德洛恩公園（英語：Woodlawn Park）是一個位於美國肯塔基州傑佛遜縣的城市。

## 地方資料
根據2020年美國人口普查的數據，伍德洛恩公園的面積為0.63平方千米，當中陸地面積為0.63平方千米，而水域面積為0.00平方千米。當地共有人口947人，而人口密度為每平方千米1,503.17人。